# Paleontological Society
Die Paleontological Society ist eine 1908 in Baltimore gegründete US-amerikanische Gesellschaft für Paläontologie mit internationaler Ausrichtung (sie haben Mitglieder aus über 40 Ländern). Sie hat fünf regionale Unterabteilungen (Pacific Coast, Rocky Mountains, Northeastern, North Central, Southeastern).
Zu ihren Preisen zählen die Paleontological Society Medal und der Charles Schuchert Award sowie für nicht-professionelle Paläontologen den Harrell L. Strimple Award. Ihre jährlichen Hauptversammlungen finden mit denen der Geological Society of America statt. Sie haben eine Mitgliedszeitschrift (Newsletter) Priscum und geben das Journal of Paleontology und Paleobiology heraus sowie eine Reihe Special Publications.
Sitz der Organisation ist Boulder (Colorado).

## Präsidenten
- 1909 John Mason Clarke
- 1910 Charles Schuchert
- 1911 William Berryman Scott
- 1912 David White
- 1913 Charles D. Walcott
- 1914 Henry Fairfield Osborn
- 1915 Edward Oscar Ulrich
- 1916 Rudolf Ruedemann
- 1917 John Campbell Merriam
- 1918 Frank Hall Knowlton
- 1919 Robert Tracy Jackson
- 1920 Frederic Brewster Loomis
- 1921 Timothy W. Stanton
- 1922 William Diller Matthew
- 1923 T. Wayland Vaughan
- 1924 Edward Wilber Berry
- 1925 Richard Swann Lull
- 1926 Stuart Weller
- 1927 William Arthur Parks
- 1928 August F. Foerste
- 1929 Ermine Cowles Case
- 1930 William H. Twenhofel
- 1931 Edgar Roscoe Cumings
- 1932 Ray S. Bassler
- 1933 Edward Martin Kindle
- 1934 Percy Edward Raymond
- 1935 Charles Kephart Swartz
- 1936 Gilbert Dennison Harris
- 1937 Joseph Augustine Cushman
- 1938 Charles W. Gilmore
- 1939 Ralph W. Chaney
- 1940 Carl O. Dunbar
- 1941 Lloyd William Stephenson
- 1942 Elias Howard Sellards
- 1943 John B. Reeside, Jr.
- 1944 Benjamin Franklin Howell
- 1945 Chester Stock
- 1946 James Brookes Knight
- 1947 Raymond C. Moore
- 1948 Wendell P. Woodring
- 1949 Winifred Goldring
- 1950 Charles Edwin Weaver
- 1951 Harold Ernest Vokes
- 1952 Julia A. Gardner
- 1953 William Storrs Cole
- 1954 Harry Stephen Ladd
- 1955 Alfred Scott Warthin Jr.
- 1957 G. Arthur Cooper
- 1958 Arthur K. Miller
- 1959 Frank M. Swartz
- 1960 Kenneth Edward Caster
- 1961 Norman D. Newell
- 1962 John W. Wells
- 1963 S. W. Muller
- 1964 Ralph W. Imlay
- 1965 Harry B. Whittington
- 1966 John Wyatt Durham
- 1967 Erwin Charles Stumm
- 1968 Alan Bosworth Shaw
- 1969 Digby J. McLaren
- 1970 William H. Easton
- 1971 Bernhard Kummel
- 1972 Curt Teichert
- 1973 Porter M. Kier (* 1927)
- 1974 James W. Valentine
- 1975 William A. Oliver, Jr.
- 1976 Ellis L. Yochelson
- 1977 David M. Raup
- 1978 Frank G. Stehli
- 1979 Richard E. Grant
- 1980 Warren O. Addicott
- 1981 Arthur J. Boucot
- 1982 Erle G. Kauffman
- 1983 A. R. (Pete) Palmer
- 1984 Walter C. Sweet
- 1985 Helen Tappan Loeblich
- 1986 Norman F. Sohl
- 1987 Stephen J. Gould
- 1988 N. Gary Lane
- 1989 Brian F. Glenister
- 1990 John Pojeta, Jr.
- 1991 Thomas E. Bolton
- 1992 Roger L. Kaesler
- 1993 Rodney M. Feldmann
- 1994 Steven M. Stanley
- 1995 Craig C. Black
- 1996  J. John Sepkoski, Jr.
- 1997 Jere H. Lipps
- 1998 Karl W. Flessa
- 1999 Peter H. Crane
- 2001 Patricia H. Kelley
- 2003 William I. Ausich
- 2005 David J. Bottjer
- 2007 Derek E. G. Briggs
- 2009 Douglas H. Erwin
- 2011 Philip D. Gingerich
- 2013 Sandra J. Carlson
- 2015 Steven M. Holland
- 2017 Arnold I. Miller

President-Elect: Bruce MacFadden